# Hebron (Connecticut)
Hebron es un pueblo ubicado en el condado de Tolland en el estado estadounidense de Connecticut. En el año 2005 tenía una población de 9.198 habitantes y una densidad poblacional de 96 personas por km².

## Geografía
Hebron se encuentra ubicada en las coordenadas 41°39′10″N 72°23′29″O / 41.65278, -72.39139.

## Demografía
Según la Oficina del Censo en 2000 los ingresos medios por hogar en la localidad eran de $75,138, y los ingresos medios por familia eran $80,623. Los hombres tenían unos ingresos medios de $52,209 frente a los $42,257 para las mujeres. La renta per cápita para la localidad era de $30,797. Alrededor del 1.4% de la población estaban por debajo del umbral de pobreza.